# Matthias Knutzen
Matthias Knutzen (ook: Knuzen, Knutsen; Oldenswort, 1646 - † na 1674) was een Duitse godsdienstcriticus. Hij is de eerste met naam bekende atheïst in het Europa van na de middeleeuwen.

## Leven
Knutzen was een zoon van Berend Knutzen, organist in Oldenswort, en diens vrouw Elisabeth. Zijn vader stierf in het jaar waarin Matthias geboren werd, waarna Matthias bij zijn oom Johann Knutzen kwam te wonen, die organist was in Koningsbergen in Oostpruisen. Daar bezocht hij van 1661 tot 1664 het gymnasium.
In 1664 liet hij zich in Koningsbergen inschrijven voor de theologiestudie en in 1668 in Kopenhagen. Intussen kwam hij aan de kost door als huisleraar te werken. In 1673 kreeg hij een baan als dorpsschoolonderwijzer en hulpprediker in de Kremper Marsch in zijn vaderland Schleswig-Holstein. Eind december 1673 werd hij echter alweer ontslagen, omdat hij in zijn preken de kerkelijke overheid scherp bekritiseerd had.
In september 1674 ging hij naar Jena. Daar verspreidde hij handgeschreven pamfletten met een atheïstische inhoud. De stad en de Universiteit van Jena stelden een onderzoek in. Om te ontkomen aan arrestatie week Knutzen eerst naar Coburg uit en vervolgens naar Altdorf bei Nürnberg. Op 22 oktober 1674 werd hij voor het laatst in Jena gezien. Daarna bleef hij spoorloos.

## Leer
In zijn drie pamfletten uit het jaar 1674 beweerde Knutzen dat er een sekte of genootschap was van "Gewissener" of "Conscientarier" (Gewetensvollen, van het Latijnse woord conscientia, geweten). Die beweging zou in verschillende steden (onder meer Hamburg, Jena, Parijs, Amsterdam, Leiden, Rome) reeds aanhangers hebben; alleen in Jena al meer dan 700. Dit alles valt echter te betwijfelen en de door Knutzen verbreide leer van de “Gewissener” was zijn eigen leer.
Volgens Knutzen bestaan er geen transcendente entiteiten zoals bijv. God en onsterfelijke zielen, en bestaat er geen hiernamaals met beloning of straf voor het aardse leven. De Bijbel is niet geloofwaardig gezien de vele interne tegenstrijdigheden. De wetenschap, het natuurlijk verstand en het geweten zouden de maatstaven voor het menselijk handelen moeten zijn. Daarom waren de wereldlijke en de kerkelijke overheden overbodig. Rijkdom moest eerlijk onder de mensen verdeeld worden. De hoofdregel zou moeten zijn: "Eerlijk leven, niemand schade toebrengen en ieder het zijne geven". (In het Latijn: "Honeste vivere, neminem laedere, suum cuique tribuere", een Romeins rechtsbeginsel verwoord door Domitius Ulpianus.)
In zijn in het Latijn geschreven brief Amicus Amici Amica! (een van de drie pamfletten) vatte Knutzen zijn atheïstische overtuiging als volgt samen:
Insuper Deum negamus, Magistratum ex alto despicimus, Templa quoque cum omnibus sacerdotibus rejicientes.

Bovendien ontkennen wij (het bestaan van) God, verachten wij de autoriteiten vanuit de (hemelse) hoogte en ook wijzen wij de kerken met alle priesters af.
Onder dit pamflet staat "Scribebam Romae VI. Kalend. Martii" (Ik heb dit 24 februari in Rome geschreven), maar het lijkt onwaarschijnlijk dat Knutzen werkelijk in Rome geweest is.
Knutzen was kennelijk geïnspireerd door het socinianisme. Andere invloeden (zoals Spinoza) zijn moeilijk vaststelbaar en omstreden. Duidelijk is wel dat Knutzen tot in details bekend was met de filosofische literatuur.

## Ontvangst van zijn boodschap
Knutzens opinies leidden tot heftige reacties van kerkelijke schrijvers.
In 1674 (1e druk) en 1675 (tweede uitgebreide druk) kwam een boek uit van een theoloog uit Jena, Johann Musaeus (1613-1681), met de titel Ableinung der ausgesprengten abscheulichen verleumbdung (Afwijzing van de verspreide afschuwelijke kwaadsprekerij). Aan dit werk is het te danken dat er nog informatie is over de persoon van Knutzen zelf (zelfs zijn uiterlijk is beschreven) en dat de tekst van zijn pamfletten nog bekend is, omdat die in de tweede druk van de Ableinung werd opgenomen als bijlage.
In het jaar 1679 stelde de Lutherse theoloog Tobias Pfanner (1641-1716) in zijn boek Systema Theologiae Gentilis Purioris, p. 35, dat Knutzen in zijn werk alle tot dan bekende vijanden van de godsdienst had geëvenaard of overtroffen. Volgens Pfanner had Knutzen, verward van geest, in Koningsbergen en elders al blijk gegeven van zijn verdorvenheid en was hij van kwaad tot erger vervallen.
Pierre Bayle nam Knutzen op in zijn Dictionaire historique et critique (1679 e.v.). Voor de filosofen van de Verlichting werd Knutzen daardoor de eerste aanwijsbare atheïst. Bayle verwijst in zijn artikel over Knutzen ook naar Pfanner en naar een in 1677 te Wittenberg verschenen werk Excercitationes Academicae II de Atheismo Renato de Cartes & Matthiae Knuzen oppositae, geschreven door Valentinus Greissingius uit Kronstadt in Transsylvanië.

## Werk
- Amicus Amicis Amica! (of: Epistola amici ad amicum). Roma 1674.
- Gespräch zwischen einem Gastgeber und drei Gästen ungleicher Religion. 1674.
- Gespräch zwischen einem Feldprediger namens Dr. Heinrich Brummern und einem lateinischen Musterschreiber. 1674.

## Tekstuitgave en literatuur
- Matthias Knutzen: Schriften, Dokumente. Hrsg. von Winfried Schröder. Frommann-Holzboog, Stuttgart-Bad Cannstatt 2010, ISBN 978-3-7728-1656-7

(Deze uitgave bevat niet alleen de tekst van de drie pamfletten van Knutzen, maar ook een facsimile van het boek van Musaeus, dat vermeld is onder “Ontvangst van zijn boodschap”.)
- Pierre Bayle: Matthias Knuzen. In: Dictionnaire historique et critique. Uitgegeven 1740, Deel 3, p. 12, online hier

- Bibsys: 4106904
- Bibliothèque nationale de France: cb16207741j (data)
- Gemeinsame Normdatei: 118777564
- International Standard Name Identifier: 0000 0001 1048 0544
- Library of Congress Control Number: nb2012022058
- Nederlandse Thesaurus van Auteursnamen: 131867202
- Système universitaire de documentation: 146200403
- Virtual International Authority File: 27867499
- WorldCat: E39PBJymGpb4q37Pc3cbjYR7pP